# HD 11506 b
HD 11506 b是一颗围绕HD 11506运转的太阳系外行星，位于176光年之外的鲸鱼座中。此行星由黛布拉·费舍尔等人于2007年4月10日通过位于美国加利福尼亚的N2K合作发现，他们用此法探测到了行星引力造成的恒星摆动。